# Thân vương xứ Canino và Musignano
Các Thân vương xứ Canino và Musignano đã hình thành nên dòng dõi cao cấp của Vương tộc Bonaparte sau cái chết của Joseph Bonaparte vào năm 1844. Dòng dõi này được kế vị bởi một trong những em trai của Hoàng đế Napoléon là Lucien Bonaparte. Nó đã bị tuyệt tự ở dòng nam vào năm 1924. Những người tuyên bố ngai vàng theo chủ nghĩa Bonapartist của triều đại xuất thân từ dòng dõi nam từ Thân vương Jérôme Bonaparte, em trai út của Napoléon.
Canino và Musignano là hai ngôi làng lân cận ở tỉnh Viterbo ở Bán đảo Ý. Chúng được chính quyền Lãnh địa Giáo hoàng ban tặng cho Lucien Bonaparte vào ngày 18 tháng 8 năm 1814 (Thân vương xứ Canino) và vào ngày 21 tháng 3 năm 1824 (Thân vương xứ Musignano).